# Manuel José Estrada Cabrera
Manuel José Estrada Cabrera, né le 21 novembre 1857 à Quetzaltenango (Guatemala) et mort le 24 septembre 1924 à Guatemala (Guatemala) est un avocat et homme d'État guatémaltèque, président du Guatemala de 1898 à 1920.
Manuel Estrada s'empare du pouvoir par la force après l'assassinat de José María Reina. Le cabinet gouvernemental s'est assemblé en urgence pour désigner un successeur au président défunt mais refuse d'inviter le Général à cette réunion. Offensé, Cabrera fait irruption, « arme au poing » et s'impose de lui-même comme nouveau chef du pays. Il conserve le pouvoir pendant vingt-deux ans, avant d'être renversé à la suite de la Semaine tragique.

## United Fruit Company
Attirés par le climat d'ordre entretenu par le régime et bénéficiant de conditions très avantageuses, les capitaux étrangers affluèrent. Cabrera autorisa l'entrée de l'United Fruit Company au sein de l'arène politique et économique du Guatemala. De sensibilité libérale, le nouveau président choisit une politique d'endettement pour encourager le développement des infrastructures du pays : autoroutes, chemins de fer et ports maritimes afin de développer une économie d'exportation. Estrada Cabera lança un projet de chemin de fer qui devait relier le principal port de Puerto  Barrios à la capitale. Mais, en raison de la chute du commerce intérieur du café, les fonds manquèrent et la ligne n'atteignit pas son but. Cabrera estima alors, sans même consulter les instances législatives ou judiciaires, qu'un marché avec l'United Fruit Company était le seul moyen d'achever les travaux du chemin de fer. Le Président signa ainsi en 1904 un accord avec Minor Keith qui fonda la « Guatemalan Railroad Company » et obtint un contrat de 99 ans pour la construction et la maintenance du chemin de fer reliant la ville de Ciudad de Guatemala à Puerto Barrios, sur la côte atlantique.
L’implantation dans le pays des firmes étrangères s'effectue au prix de la dépossession des indigènes, de la destruction de leurs communautés, et à la prolétarisation des paysans soumis à l'obligation de travail sur les plantations capitalistes nouvelles et à la misère des salaires de subsistance.

## Un régime autoritaire
Cabrera employait souvent des méthodes brutales pour asseoir son autorité. L'ancien président Manuel Barillas fut notamment assassiné en 1907 sur ses ordres. Le Congrès fut épuré de ses opposants : ceux-ci sont exilés, incarcérés, voire assassinés. Cabrera répondait aussi par la violence aux grèves des travailleurs contre l'United Fruit Company, n'hésitant pas à faire feu sur ceux qui refusaient de reprendre le travail.
En 1906 Estrada Cabrera eut à faire face à plusieurs mouvements de révolte contre son autorité. Les rebelles étaient soutenus par d'autres gouvernements d'Amérique Centrale, mais le dictateur réussit à faire échouer leurs actions. 
La vie privée des citoyens est placée sous le contrôle du régime (surveillance des correspondances et délation).

## Tentative d'attentat

### La Bombe
Tôt en 1907, l'avocat Enrique Ávila Echeverría et son frère, le docteur Jorge Ávila Echeverría, accompagné du docteur Julio Valdés et de l'ingénieur électrique Baltasar Rodil, planifient un attentat à la bombe contre la personne du président guatémaltèque Estrada Cabrera. L'attentat devait survenir le 29 avril 1907 et est généralement connu des Guatémaltèque comme étant La Bombe. Les frères Echeverría et leurs complices font partie de l'élite et ont étudiés à l'étranger. Du retour au Guatemala, ils sont dégoutés de voir l'état du pays et l'extrême abus fait par le pouvoir. Leur vient alors l'idée de tuer le président à l'aide d'explosif. Le plan est méticuleusement organisé, tant le type d'explosif, les détonateurs, ainsi que le jour et l'heure exacte et ce, malgré la présence du chauffeur Patrocinio Monterroso à bord.
Le jour prévu pour l'attaque, le 29 avril, le président voyage dans un chariot avec son fils de 13 ans et son chef de cabinet, José María Orellana. Vers 10h, ils circulent sur la 7e avenue sud. La bombe était placée entre la 16e et la 17e rue ouest mais par un mauvais calcul, Estrada Cabrera et les passagers ne sont pas touchés alors que le conducteur et un cheval périssent dans l'accident.
Le 2 mai 1907, Emilio Ubico, frère du président du Congrès Arturo Ubico Urruela et oncle du futur président Jorge Ubico, est nommé chef de la police chargé de l'enquête aux côtés du secrétaire de l'Intérieur Reina Andrade. Quelques jours plus tard, le Congrès adopte une législation interdisant l'importation d'explosif n'ayant pas préalablement été autorisé par le secrétariat de la Guerre.
Pendant vingt-deux jours, les conspirateurs fuient à travers Guatemala dans l'espoir de s'échapper de la capitale. Même leurs familles soient incarcérés. 
Après plusieurs jours, les insurgés se retrouvent dans une résidence ceinturée par des officiers. Ne désirant pas finir comme prisonniers du régime, les insurgés se suicident après un court combat. Le Diario de Centro América, organe de presse semi-officiel et propriété d'Estrada Cabrera publie le détails des autopsie des conspirateurs.

### L'attentat des cadets

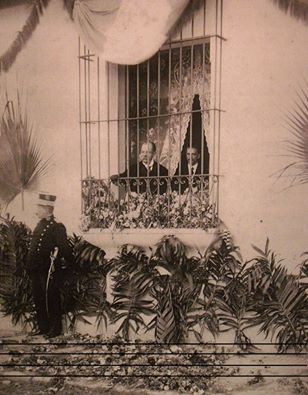
Président Estrada Cabrera regardant la procession de son balcon. Ses apparitions étaient fréquentent avant la tentative d'attentat de 1908.

Vers 1908, des membres de l'église Santo Domingo modifient le tracé de la traditionnelle procession du Vendredi Saint afin de passer devant la résidence présidentielle située sur la 7e avenue sud à Guatemala. Durant cette procession, des cadets de l'Académie militaire devaient de déguiser en pénitents avec le visage recouvert. Au moment de leur passage devant la résidence, des cadets envisagent de faire irruption dans le palais et de faire prisonnier le président. Cependant, grâce à un réseau d'espions efficace, parmi lequel se retrouve Roderico Anzueto Valencia, permet à Estrada Cabrera d'interdire le passage de la procession devant le palais et d'empêcher l'utilisation de masques. 

## Culte de Minerve
Estrada Cabrera tente de développer un culte de Minerve au Guatemala avec les Fiestas Minervallas mis en branle par son ministre Rafael Spínola. En plus du culte à Minerve, ces festivités se veulent une glorification du régime. Il ordonna la construction de plusieurs "Temples de Minerve", de style hellénique, dans les principales villes du pays.

## Chute
Estrada se maintint ainsi par la force jusqu'en 1920 où de nouvelles révoltes entre autres déclenchées par son manque de réaction suite aux séismes de 1917 qui détruisirent grandement la capitale l'obligèrent cette fois à quitter le pouvoir. Dans les dernières années de sa dictature, son autorité avait sérieusement diminué et ne reposait plus que sur la loyauté de quelques généraux.
Lorsque les États-Unis menacèrent d'intervenir si Cabrera était déposé par les révolutionnaires, une coalition bipartisane se forma pour lui faire quitter la présidence. Il abandonna ses fonctions après que l'Assemblée Nationale l'eut reconnu mentalement incompétent et il fut remplacé par Carlos Herrera le 8 avril 1920 à la suite du soulèvement populaire durant la semaine tragique.

## Cabrériste
|  | Portrait des personnes capturés à La Palma lors de la capitulation d'Estrada Cabrera. Les numéros des photos correspondent à: 1. Manuel Estrada Cabrera 2. Lieutenant-colonel Eduardo Anguiano: mort au combat. 3. Juan Viteri: Cabrera loyal serviteur et assassin. Fils de Juan Viteri, que Cabrera avait tué en 1908 avec son frère Adolfo; en prison pendant plusieurs années, il est relâché et devient un fidèle serviteur du président. 4. Général J. Antonio Aguilar: Chef de police d'Antigua Guatemala. Mort en prison le 10 mai 1920. 5. Manuel Echeverría y Vidaurre: Aide du président. Le seul à être parvenu à fuir le pays. 6. Máximo Soto Hall: Poète célèbre et homme politique qui écrit en l'honneur d'Estrada Cabrera. 7. Col. Miguel López -Col. "Milpas Altas"-: Commandant du fort de Matamoros. Il est responsable du bombardement de la capitale durant la semaine tragique. Il est pendu sur le square central le 15 avril 1920. 8. Col. Salvador Alarcón: Commandant du Totonicapán. Mort sur place le 10 mai 1920. 9. Franco Gálvez Portocarrero: Aide d'Estrada Cabrera et serviteur inconditionnel. Pendu sur le square central le 16 avril 1920. 10. Lieutenant-colonel Roderico Anzueto: Un des cadets délateurs du complot de 1908. Après sa libération, il rejoint l'Armée et sert comme chef de police sous la présidence de Jorge Ubico Castañeda 11. Alberto García Estrada: Second commandant du fort Matamoros qui coordonnes les bombardements. Pendu sur la square central le 15 avril 1920. 12. José Félix Flores, Jr.: Ami d'Eduardo Anguiano 13. José Félix Flores: Mort au combat le 13 avril 1920. 14. Luis Fontaine: Citoyen français. Serviteur du président et mort au combat le 10 avril 1920. 15. Maire José María Mirón: Mort le 15 avril 1920. 16. Maire Emilio Méndez: Directeur de prison. Mort au combat à Chimaltenango le 10 avril 1920. 17. Ricardo Sánchez: Un proche du président 18. Gregorio González: Second chef de police. Se suicide le 9 avril 1920. 19. Maire Julio Ponce: Mort au combat le 8 avril 1920. |
|  | Parmi les autres collaborateurs d'Estrada Cabrera: 1. Manuel Estrada Cabrera 2. Général José Reyes: Chef de cabinet durant la semaine tragique 3. Général J. Claro Chajón: Commandant en chef de l'Armée et coordonnateur des attaques sur la capitale durant la semaine tragique 4. Col. Rafael Yaquián: Chef de police urbaine 5. Gorge I. Galán: Chef de la police secrète 6. José Santos Chocano: Poète péruvien et ami proche du président 7. General Miguel Larrave: Mazatenango Commandant de l'Armée 8. Brigadier Juan P.F. Padilla: Commandant de la défense de La Palma 9. J. Sotero Segura Alfaro: Agent de la police secrète 10. Manuel María Girón: Représentant du gouvernement 11. Jesús F. Sáenz: Premier secrétaire du Président 12. Col. Angel Santis: Ami du Président 13. Felipe Márquez: Agent secret d'Estrada Cabrera 14. Gerardo Márquez: Fils de Felipe Marquez et accusé de meurtre 15. Col. Manuel de León Arriaga: Second commandant de l'Armée d'artillerie 16. Gilberto Mancilla: Aide du colonel Eduardo Anguiano 17. Col. José Pineda Chavarría: Directeur de la Poste 18. Heberto Correa: Étudiant universitaire et agent d'infiltration 19. Lieutenant-colonel Carlos de León Régil: Officier de police 20. Andrés Largaespada: Journaliste qui se porte à la défense du Président 21. Brigadier Enrique Aris: Agent de la police secrète |

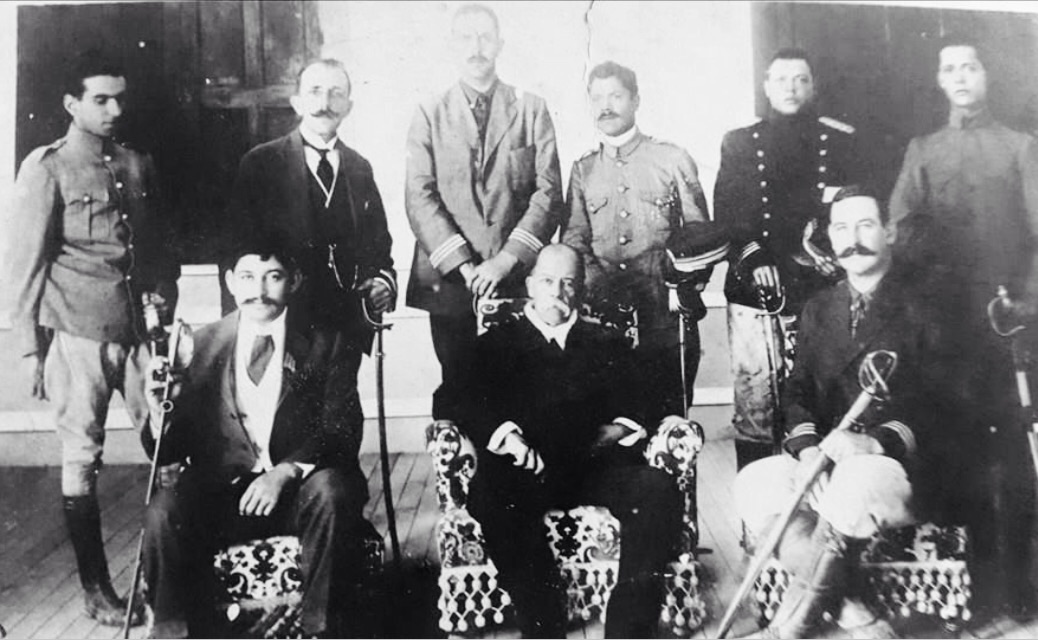
Estrada Cabrera avec son personnel militaire le lendemain de sa démission.
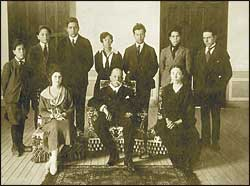
Avec sa famille et ami après sa démission.

## Littérature
Estrada Cabrera est immortalisé dans le roman El Señor Presidente (1946) écrit par le Prix Nobel de Littérature Miguel Ángel Asturias et par la biographie ¡Ecce Pericles! (1945) de l'auteur Rafael Arévalo Martínez.